# Lista de pessoas que morreram no banheiro
A seguir está uma lista de pessoas que morreram no banheiro, onde indivíduos morreram enquanto usavam um banheiro ou durante o processo de defecação ou micção. Isso inclui todas as figuras históricas confirmadas e casos notáveis recentes mais modernos de mortes.

## Antes do século XX
| Data                          | Localização                                              | Nome                                | Idade        | Descrição                                                                                        | Fonte |
| ----------------------------- | -------------------------------------------------------- | ----------------------------------- | ------------ | ------------------------------------------------------------------------------------------------ | ----- |
| Verão de 581 a.C.             | Jin, China                                               | Duque Jing de Jin (Ju)              | Desconhecido | Morreu caindo em um poço de banheiro.                                                            | [ 1 ] |
| Aproximadamente 336 d.C.      | Constantinopla, Império Romano Oriental                  | Arius                               | 80           | Morreu de problemas gastrointestinais explosivos enquanto estava em um banheiro público.         | [ 2 ] |
| 30 de novembro de 1016        | Oxford ou Londres, Inglaterra                            | Rei Edmundo II da Inglaterra        | 26           | Esfaqueado debaixo de um assento de vaso sanitário enquanto defeca.                              | [ 3 ] |
| 4 de novembro de 1035         | Lysá nad Labem, Bohemia                                  | Jaromír, duque da Boêmia            | Desconhecido | Esfaqueado com uma lança debaixo de um assento de vaso sanitário enquanto defeca.                | [ 4 ] |
| 26 ou 27 de fevereiro de 1076 | Vlaardingen, Baixa Lorena                                | Godofredo IV, duque da Baixa Lorena | Desconhecido | Foi assassinado enquanto usava um banheiro.                                                      | [ 5 ] |
| 4 de agosto de 1306           | Olomouc, Boêmia                                          | Wenceslaus III da Boêmia            | 16           | Assassinado com uma lança enquanto estava sentado no guarda-roupa.                               | [ 6 ] |
| 19 de abril de 1578           | Província de Echigo, Japão                               | Uesugi Kenshin                      | 48           | Supostamente assassinado enquanto usava um banheiro.                                             | [ 7 ] |
| 25 de outubro de 1760         | Palácio de Kensington, Londres, Inglaterra, Grã-Bretanha | George II da Grã-Bretanha           | 76           | Desmaiou logo após cuidar de suas fezes fechadas, possivelmente morreu de um aneurisma da aorta. | [ 8 ] |
| 17 de novembro de 1796        | São Petersburgo, Rússia                                  | Catarina II da Rússia               | 67           | Morreu de derrame enquanto trabalhava na câmara.                                                 | [ 9 ] |

## Século XX
| Data                  | Localização                                      | Nome               | Idade | Descrição                                                                | Fonte  |
| --------------------- | ------------------------------------------------ | ------------------ | ----- | ------------------------------------------------------------------------ | ------ |
| 10 de abril de 1966   | Tillion, Somerset, Inglaterra, Reino Unido       | Evelyn Waugh       | 62    | Morreu de ataque cardíaco após assistir a uma missa em latim.            | [ 10 ] |
| 3 de agosto de 1966   | Hollywood, Califórnia, Estados Unidos            | Lenny Bruce        | 40    | Morreu de overdose de drogas                                             | [ 11 ] |
| 22 de junho de 1969   | Chelsea, Londres, Inglaterra, Reino Unido        | Judy Garland       | 47    | Uma overdose de barbitúricos ao usar um banheiro.                        | [ 12 ] |
| 16 de agosto de 1977  | Memphis, Tennessee, Estados Unidos               | Elvis Presley      | 42    | Parada cardíaca devido a suposta overdose de drogas ao usar um banheiro. | [ 13 ] |
| 19 de janeiro de 1996 | Bel Air, Los Angeles, Califórnia, Estados Unidos | Don Simpson        | 52    | Overdose de drogas enquanto estava no banheiro.                          | [ 14 ] |
| 10 de abril de 1966   | Laore, Punjab, Índia Britânica                   | Mirza Ghūlam Ahmad | 73    | Morreu como resultado de disenteria.                                     | [ 15 ] |

## Século XXI
| Data                   | Localização                                 | Nome                | Idade | Descrição | Fonte  |
| ---------------------- | ------------------------------------------- | ------------------- | ----- | --- | ------ |
| 8 de março de 2004     | Hollywood Hills, Califórnia, Estados Unidos | Robert Pastorelli   | 49    | Uma overdose de morfina enquanto estava no banheiro. | [ 16 ] |
| 25 de junho de 2011    | Pilton, Somerset, Reino Unido               | Christopher Shale   | 56    | Morreu de ataque cardíaco em um banheiro portátil enquanto estava no Festival de Glastonbury.                                                                               | [ 17 ] |
| 17 de maio de 2013     | Buenos Aires, Argentina                     | Jorge Rafael Videla | 87    | Morreu de parada cardíaca no banheiro de sua cela. | [ 18 ] |
| 21 de junho de 2019    | Doha, Catar                                 | Toufiq M. Seraj     | 63    | Ficou inconsciente no banheiro de um avião a caminho da Espanha e recebeu tratamento de emergência, mais tarde foi declarado morto no aeroporto de Doha durante o trânsito. | [ 19 ] |
| 23 de novembro de 2021 | Coreia do Sul, Seul                         | Chun Doo-hwan       | 90    | Portador de mieloma múltiplo, encontrado "caído" por um provável ataque cardíaco em um banheiro da casa.                                                                    | [ 20 ] |
| 28 de setembro de 2022 | Los Angeles, Califórnia, Estados Unidos     | Coolio              | 59    | Morreu de ataque cardíaco em um banheiro enquanto estava na casa de um amigo.                                                                                               | [ 21 ] |

## Mortes na ficção
- O personagem advogado Donald Gennaro (interpretado por Martin Ferrero) é comido por um Tiranossauro Rex enquanto está sentado no banheiro de uma cabana de banheiro destruída no filme de 1993 Jurassic Park.[22]
- Vincent Vega (interpretado por John Travolta), um assassino contratado pela máfia, é morto no banheiro pelo boxeador Butch Coolidge (Bruce Willis ) com uma submetralhadora MAC-10 no filme de 1994 Pulp Fiction.[23]
- As Crônicas de Gelo e Fogo / Game of Thrones: no livro A Storm of Swords (2000) da série escrita por George RR Martin o personagem Tywin Lannister é morto enquanto usava o banheiro.[24]
- Os Sopranos: um capo da família criminosa de Tony Soprano, Gigi Cestone, morreu no banheiro, provavelmente devido ao estresse causado pelo novo papel de liderança.
- Georgia Lass, a protagonista da série de comédia dramática de televisão Dead Like Me, é atingida e morta no episódio piloto por um assento de vaso sanitário caindo da estação espacial Mir deorbing.[25]
- Rick McCarthy (interpretado por Eric Keenleyside) de Stephen King 's Dreamcatcher (2003) morre por expulsar um alienígena enquanto estava no banheiro.
- South Park: no episódio de 2012 " Reverse Cowgirl ", a mãe de Clyde cai no banheiro e sofre estripação.[26]
- Saturday Night Live: produziu vários anúncios fictícios de valor cômico para um dispositivo chamado "Ejetor da Morte do Banheiro", no qual um banheiro "ejetava" uma pessoa do banheiro se ela morresse nele para que não fosse encontrada morta no banheiro.[27]
- Final Destination: no primeiro filme da franquia, o personagem Todd Waggner, morre enforcado pela corda da tampa do ralo, dentro da banheira, dando início à cadeia de mortes.